# Shared space
 (mai 2009).
Si vous disposez d'ouvrages ou d'articles de référence ou si vous connaissez des sites web de qualité traitant du thème abordé ici, merci de compléter l'article en donnant les références utiles à sa vérifiabilité et en les liant à la section « Notes et références ».
Le shared space (espace partagé en anglais) ou route nue est un principe de design urbain, qui vise à mettre fin à la ségrégation entre les différents modes de transport et à repenser en particulier la signalisation.

## Philosophie
La philosophie commune à ces expérimentations est la prise de responsabilité des usagers de la route pour les rendre acteurs de leur propre sécurité. Pour cela, on réduit la  signalisation en ne laissant que l'information vitale voire aucune information signalisée. L'objectif visé est un comportement plus courtois et une responsabilisation de chacun. On observe également l'avantage collatéral de rendre le paysage moins chargé par la signalisation.

## Expérimentations
Les pionniers du shared space ont été les villes de Makkinga et Drachten aux Pays-Bas dans les années 1970. Ces expériences ont été conduites par l'ingénieur Hans Monderman, le créateur de la théorie du shared space.
De nombreuses villes ont expérimenté le concept depuis 2004 et un programme européen appelé "Shared space" a été lancé. Ces villes se situent principalement dans le nord de l'Europe : Ejby (Danemark), Bohmte (Allemagne), Ipswich et Londres (Royaume-Uni), Ostende (Belgique) ou Emmen (Pays-Bas). L'urbaniste Ben Hamilton-Baillie qui est un des responsables de ce programme.
Par exemple, à Londres, la signalisation a été considérablement réduite sur Kensington High Street et les barrières de sécurité pour piétons ont été enlevées avec un résultat de 60 % d'accidents en moins. 
À Ipswich, trois petites rues du centre-ville n'ont conservé que les avertissements discrets mettant en garde contre le stationnement illégal.

## Explications
Réduire la signalisation pour réduire les accidents peut paraître absurde à première vue, néanmoins cela a marché de façon relativement efficace dans les exemples donnés ci-dessus pour plusieurs raisons :
- en responsabilisant les conducteurs, on accroît leur vigilance ;
- ainsi à un feu rouge, s'il y a un feu de signalisation, la voiture passant au rouge créera probablement un accident car les voitures ne s'attendront pas à la voir arriver. En l'absence de feu, le conducteur pressé ne respectera peut être pas la priorité mais les autres automobilistes seront plus attentifs.

## Limites
Les expérimentations ont longtemps été limitées au nord de l'Europe mais semblent fonctionner ailleurs aussi.
Les associations de défense des aveugles dénoncent des mesures qui mettent selon eux en danger la vie des aveugles.
Parmi les problèmes des espaces partagés on a rapporté maintes fois:
- confusion pour les personnes âgées et les personnes malvoyantes ou handicapées
- prise d'otage de la voirie par les personnes manquant de civisme (extrême naïveté de l'idée en général)
- augmentation des coûts d'assurance pour les riverains et démarches légales très longues et pénibles en cas de sinistre ou accident
- difficulté pour revendre sa maison dans les quartiers « espaces partagés » : pas de considérations pour les riverains, seulement pour les collectivités locales